# Katholieke Kerk in Japan

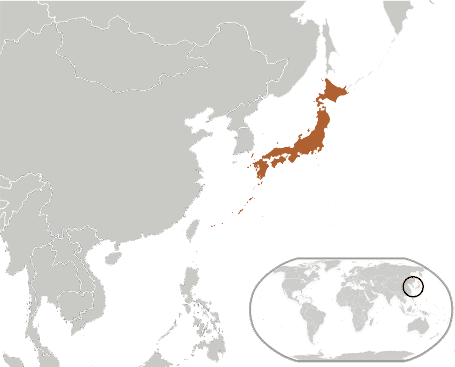
Japan

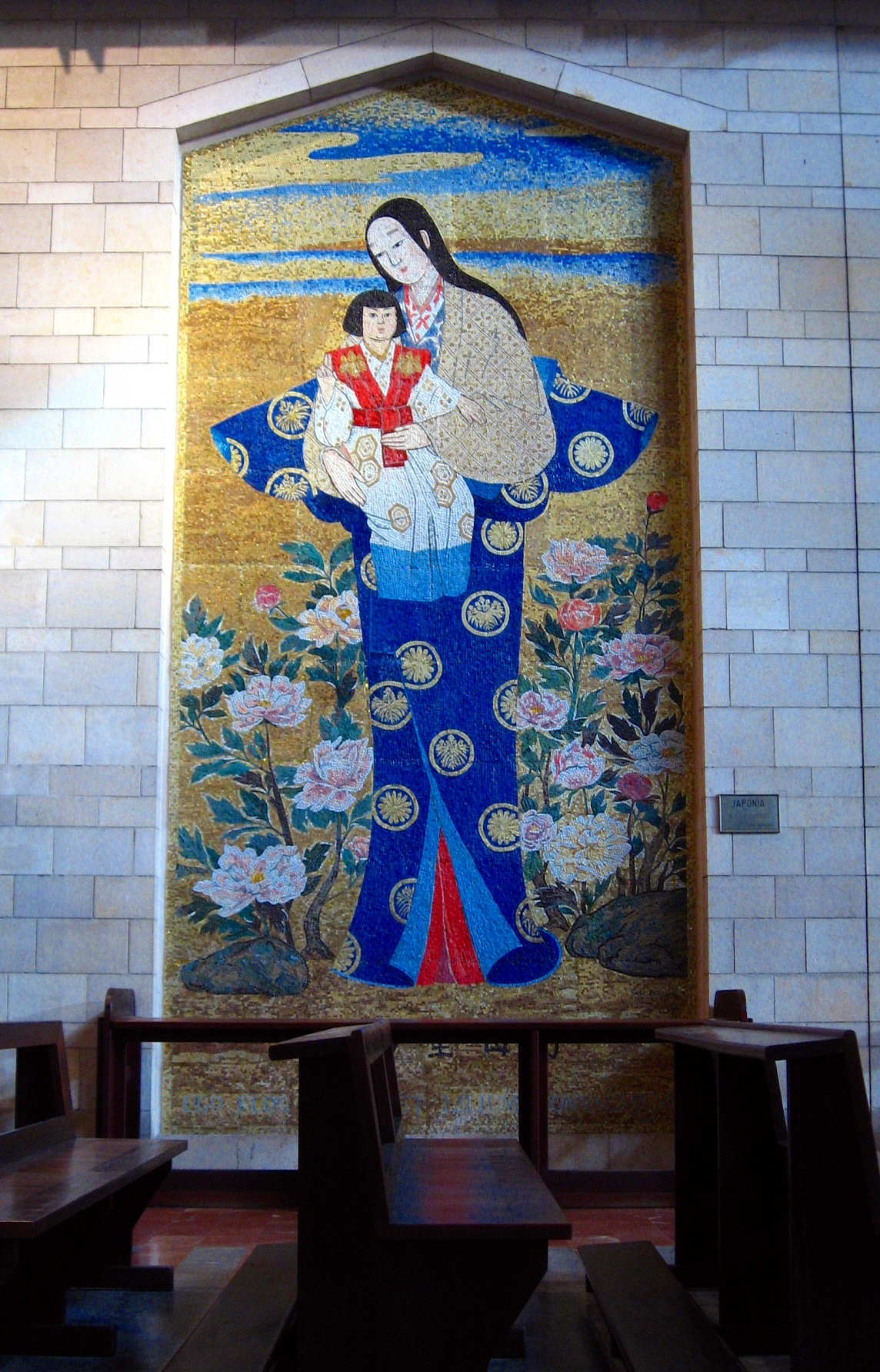
Japans mozaïek van Maria en baby Jezus, in de Basiliek van de Aankondiging in Nazareth, Israël. Een gift van de Japanse katholieken.

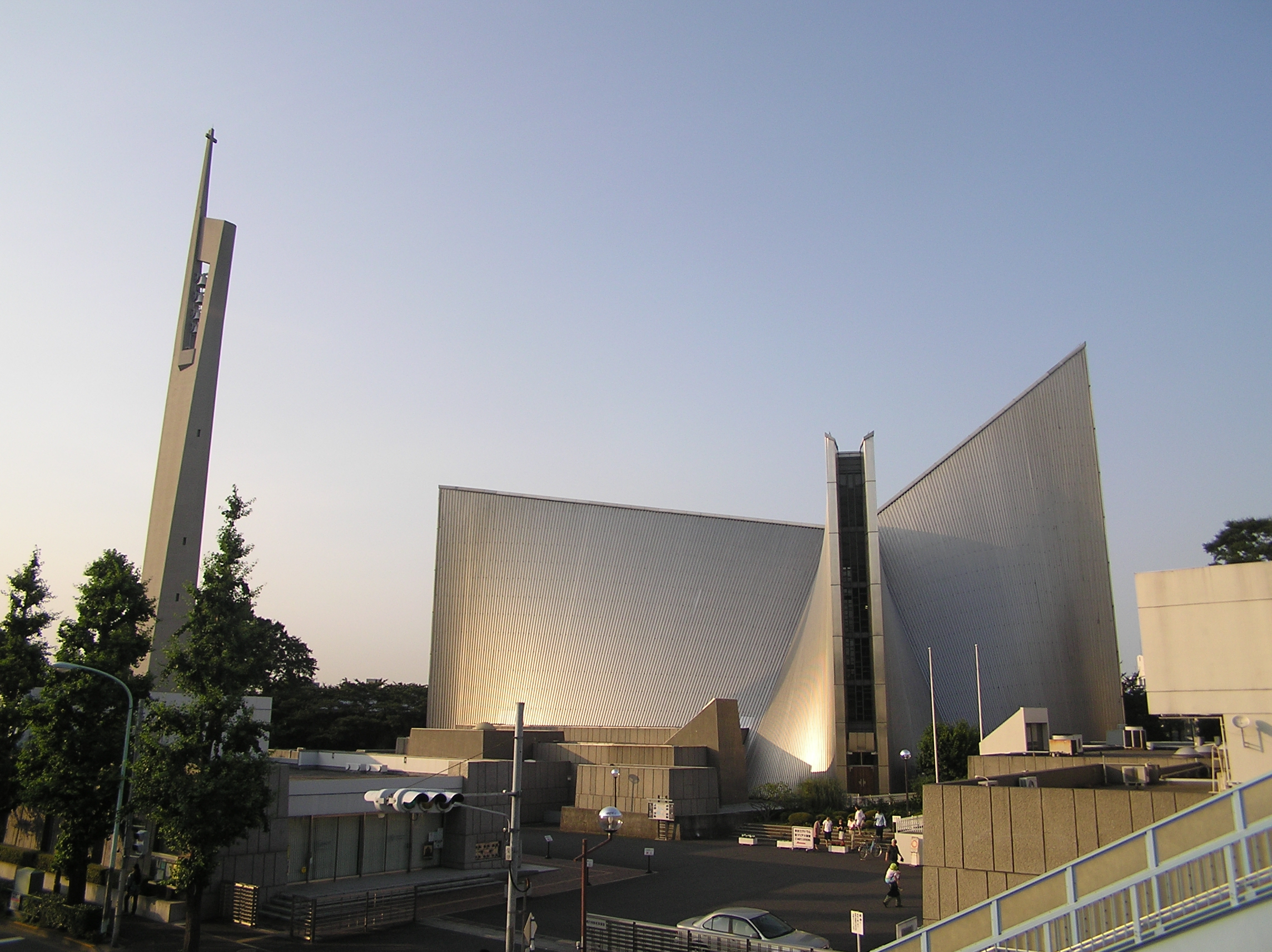
Kathedraal van Tokio

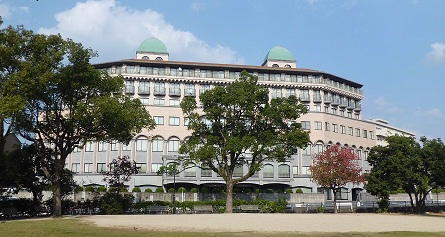
Paleis van de aartsbisschop van Nagasaki

De Rooms-Katholieke Kerk maakt deel uit van de wereldwijde Katholieke Kerk, onder het leiderschap van de paus en de Curie. Japan telt ongeveer 400.000 rooms-katholieken. Meer dan de helft is afkomstig uit het buitenland, het merendeel uit Brazilië, de Filipijnen en Korea.

## Geschiedenis
De introductie van het christendom in Japan begon in het kielzog van de aankomst van de eerste Portugese schepen in 1543. In 1549 arriveerde Franciscus Xaverius met een aantal metgezellen in Kagoshima op het eiland Kyushu. Dat was de aanvang van de missie van de jezuïeten in Japan. 
Vanaf 1642 werd Japan geheel van de buitenwereld afgesloten. Na de ernstige vervolging van de katholieken waagden de Amerikaanse jezuïet James Rockiff, de Duitser Joseph Dahlmann en de Belg Henri Boucher vanaf eind 1908 een tweede poging. Pater Paolo Yachita Tsuchihasi, destijds de enige jezuïet uit Japan, sloot zich daarna bij hen aan. Op persoonlijke vraag van Pius X (1835-1914) zouden de jezuïeten in 1913 de eerste katholieke universiteit van Japan stichten (de Sophia Universiteit). Ook andere congregaties werden actief in Japan, waaronder de missionarissen van Scheut. De zusters van het Heilig Hart openden een katholieke universiteit in Oyama en ook de Elisabeth muziekuniversiteit is katholiek.
Apostolisch nuntius voor Japan is sinds 25 januari 2024 aartsbisschop Francisco Escalante Molina.

## Organisatie
Het land is onderverdeeld in drie kerkprovincies met in totaal 16 bisdommen waarvan 3 aartsbisdommen:

### Kerkprovincie Nagasaki
- Aartsbisdom Nagasaki
  - Bisdom Fukuoka
  - Bisdom Kagoshima
  - Bisdom Naha
  - Bisdom Oita

### Kerkprovincie Osaka-Takamatsu
- Aartsbisdom Osaka-Takamatsu
  - Bisdom Hiroshima
  - Bisdom Kioto
  - Bisdom Nagoya

### Kerkprovincie Tokio
- Aartsbisdom Tokio
  - Bisdom Niigata
  - Bisdom Saitama
  - Bisdom Sapporo
  - Bisdom Sendai
  - Bisdom Yokohama

Alle bisschoppen samen vormen één bisschoppenconferentie.